# Gnojnice (Mostar, BiH)
Gnojnice su naseljeno mjesto u gradu Mostaru, Federacija Bosne i Hercegovine, BiH.

## Zemljopis
Gnojnice su južni prilaz Mostaru - na istočnim rubovima Bišća polja, pored zračne luke pa sve do Blagaja prostire se naselje Gnojnice (sa zaseocima Kočine i Dračevice).
U Gnojnicama se još uvijek mogu pronaći tragovi života iz rimskog razdoblja. Jedan od takvih tragova je Vrba – konstruktorski podvig koji sustavom podzemnih kanala (sagrađenih od kamenih i keramičkih ploča) prikuplja vodu iz triju okolnih izvora i distribuira je na više mjesta u Gnojnicama a najočuvaniji od njih je upravo Vrba.
Ulazeći u naselje, pored magistralnog puta Mostar – Nevesinje, nalaze se Carski vinogradi.

## Stanovništvo

### Popisi 1971. – 1991.
| Gnojnice           |                |              |              |
| godina popisa      | 1991.          | 1981.        | 1971.        |
| Muslimani          | 1.028 (46,49%) | 794 (43,79%) | 413 (31,33%) |
| Hrvati             | 670 (30,30%)   | 651 (35,90%) | 646 (49,01%) |
| Srbi               | 386 (17,45%)   | 284 (15,66%) | 247 (18,74%) |
| Jugoslaveni        | 52 (2,35%)     | 77 (4,24%)   | 1 (0,07%)    |
| ostali i nepoznato | 75 (3,39%)     | 7 (0,38%)    | 11 (0,83%)   |
| ukupno             | 2.211          | 1.813        | 1.318        |

### Popis 2013.
| Gnojnice           |                |
| godina popisa      | 2013.          |
| Bošnjaci           | 3.276 (90,07%) |
| Hrvati             | 205 (5,64%)    |
| Srbi               | 93 (2,56%)     |
| ostali i nepoznato | 63 (1,73%)     |
| ukupno             | 3.637          |

## Galerija
- Kapelica na mjesnom groblju Kočine
- Vrba - izvorište u Gnojnicama
- Zvonik i darovna ploča - detalj kapelice Kočine
- Carski vinogradi, Gnojnice 1898. godine
- Neizgrađena crkva u Gnojnicama